# Сільвіо Мартінелло
Сільвіо Мартінелло (італ. Silvio Martinello, 19 січня 1963) — італійський велогонщик.
Олімпійський чемпіон 1996 року в гонці за очками, бронзовий призер 2000 року в медісоні, учасник 1984 року.
Чемпіон світу з трекових велоперегонів 1985 (командна гонка переслідування), 1995 (гонка за очками), 1995 (медісон), 1996 (медісон), 1997 (гонка за очками) років, срібний призер 1997 (медісон), 1998 (медісон) років, бронзовий призер 1998 року в гонці за очками.